# Музей Симона Петлюри
Музе́й Си́мона Петлю́ри (фр. Musée Simon Petlura) — музей українського державного та військового діяча, головного отамана армії УНР Симона Петлюри, розташований у столиці Франції Парижі.

## Експозиція
В музеї Симона Петлюри, що з 1930 року входив до складу бібліотеки, зберігалися його речі та обстановка кімнати, де він проживав у Парижі. Нині тут містяться особисті речі отамана, прапори, військові відзнаки, українські банкноти тощо. Цікавим експонатом є сорочка, в якій 1926 року було застрелено Петлюру.
З 1990 року при музеї діє постійна військово-історична виставка, присвячена добі Української Народної Республіки 1917—1920 років.

## Практична інформація
- Адреса: 6 rue de Palestine 75019 Paris
- Найближчі станції метро — Jourdain та Place des Fêtes